# Frente de La Almina
El Frente de La Almina es un frente fortificado de Ceuta.

## Descripción
Está situado al este del istmo de Ceuta, y la escindió de la península de La Almina al construirse, pues este era su propósito, crear un recinto pequeño y estanco y aislado si era necesario.
Fue iniciado en la primera mitad del siglo XVI, aprovechando unas fortificaciones islámicas y reformada en el siglo XVIII, aunque perdió su función defensiva y sobre su foso se levantó el Mercado Central de Ceuta, estando sus elementos ocultos bajo el.
Está compuesto por el Baluarte de la Pólvora, la Puerta del Boquete de la Sardina y el Baluarte de San Francisco, con el Foso de la Almina delante de ellos.